# Eleonore Oppenheim
Eleonore Oppenheim je americká kontrabasistka. V roce 2016 vydala své první album nazvané Home, na němž interpretovala pět skladeb od Angélicy Negrón, Florenta Ghyse, Wila Smithe, Jenny Olivie Johnson a Lorny Dune. Během své kariéry spolupracovala s mnoha hudebníky, mezi něž patří například Philip Glass, Norah Jones a Meredith Monk. V listopadu 2017 hrála při newyorském koncertu velšského hudebníka Johna Calea.